# RD-170

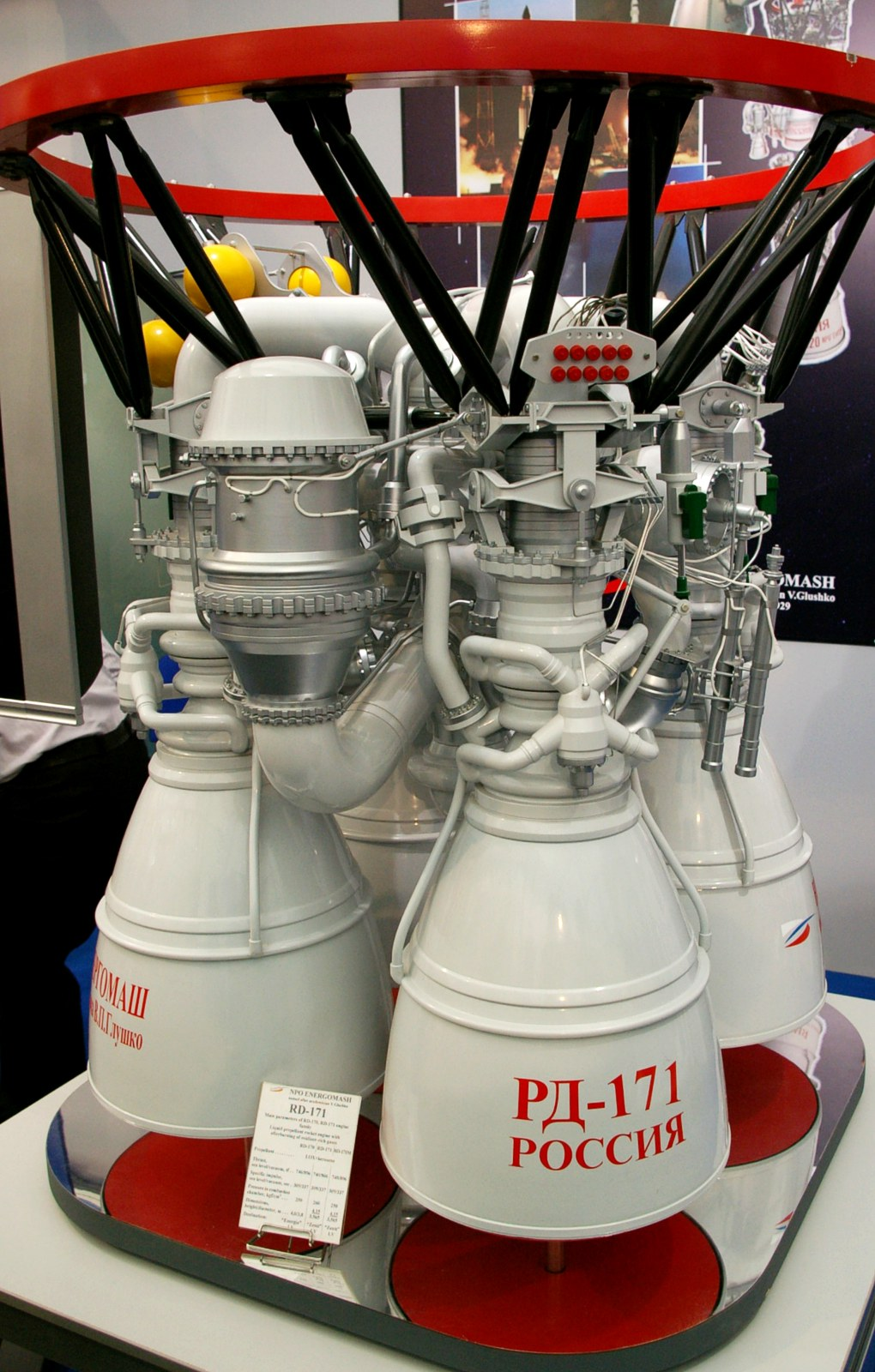
Modell eines RD-171 Triebwerks der Zenit-Rakete

Das RD-170 (von russisch Реактивный двигатель, „Reaktiwny Dwigatel“) (GRAU-Index 11D521) ist ein Raketentriebwerk für Flüssigkeitsraketen. Es wurde vom sowjetischen Generalkonstrukteur für Raketenmotoren Walentin Petrowitsch Gluschko im Zeitraum zwischen 1976 und 1986 am Leningrader Gasdynamischen Laboratorium entwickelt (heute NPO Energomasch). Die vier Booster der Energija-Rakete wurden jeweils mit einem RD-170 angetrieben, das daraus abgeleitete RD-171 ist das Haupttriebwerk der Zenit-Rakete in der ersten Raketenstufe. Das RD-170 ist bis heute das schubstärkste je geflogene Flüssigkeitsraketentriebwerk.

## Technik

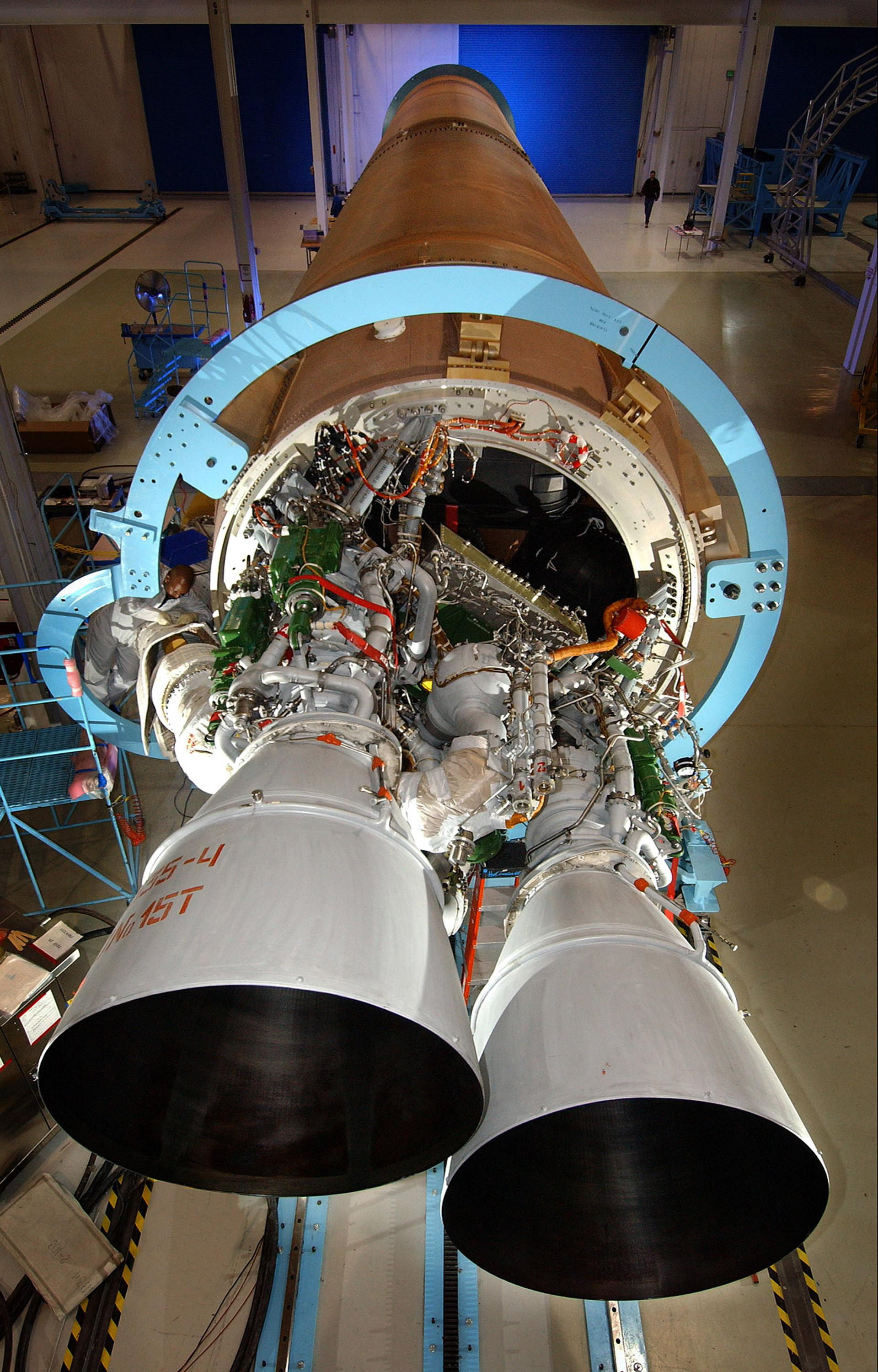
Im Vordergrund das RD-180-Triebwerk einer Atlas V

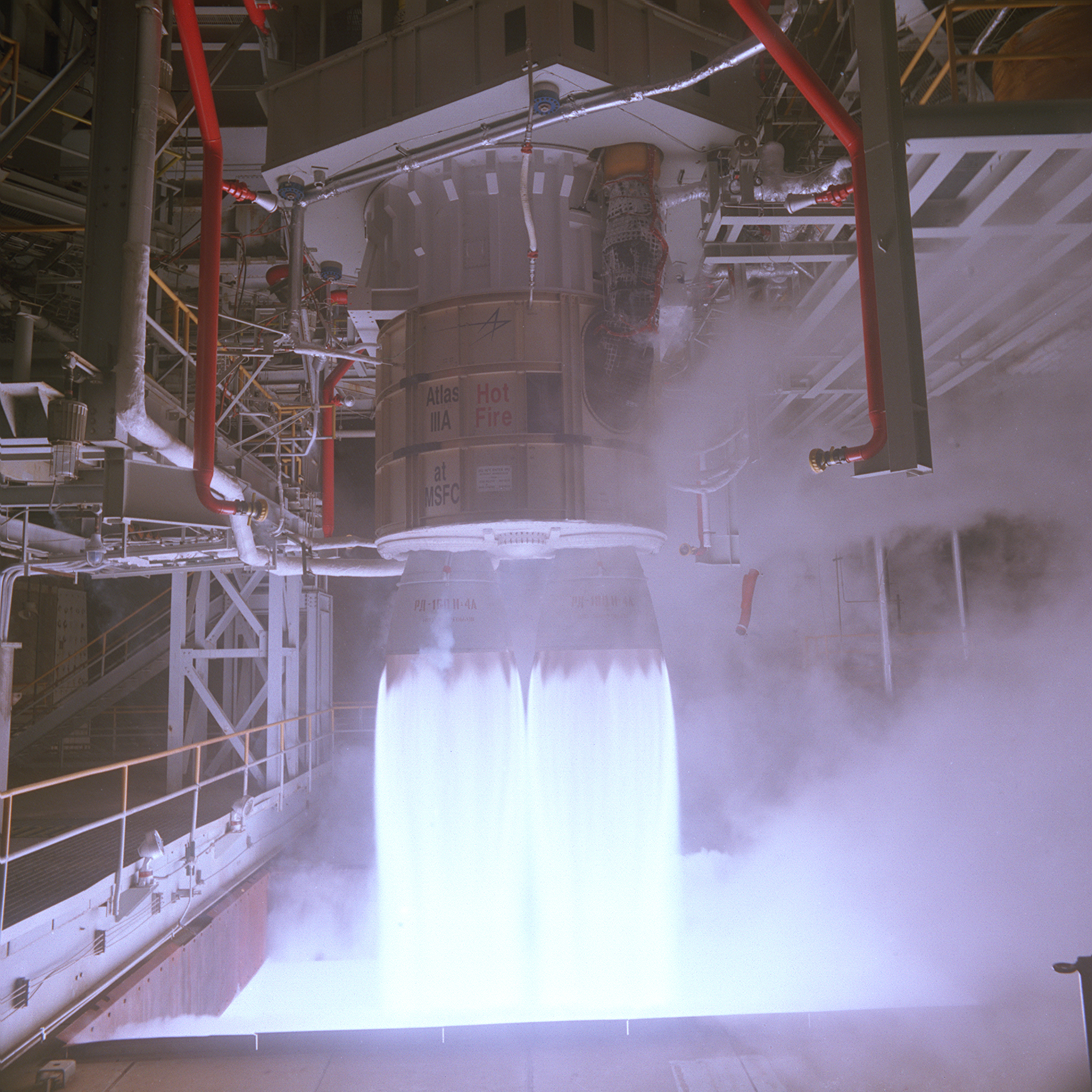
RD-180-Triebwerk einer Atlas V beim Brenntest

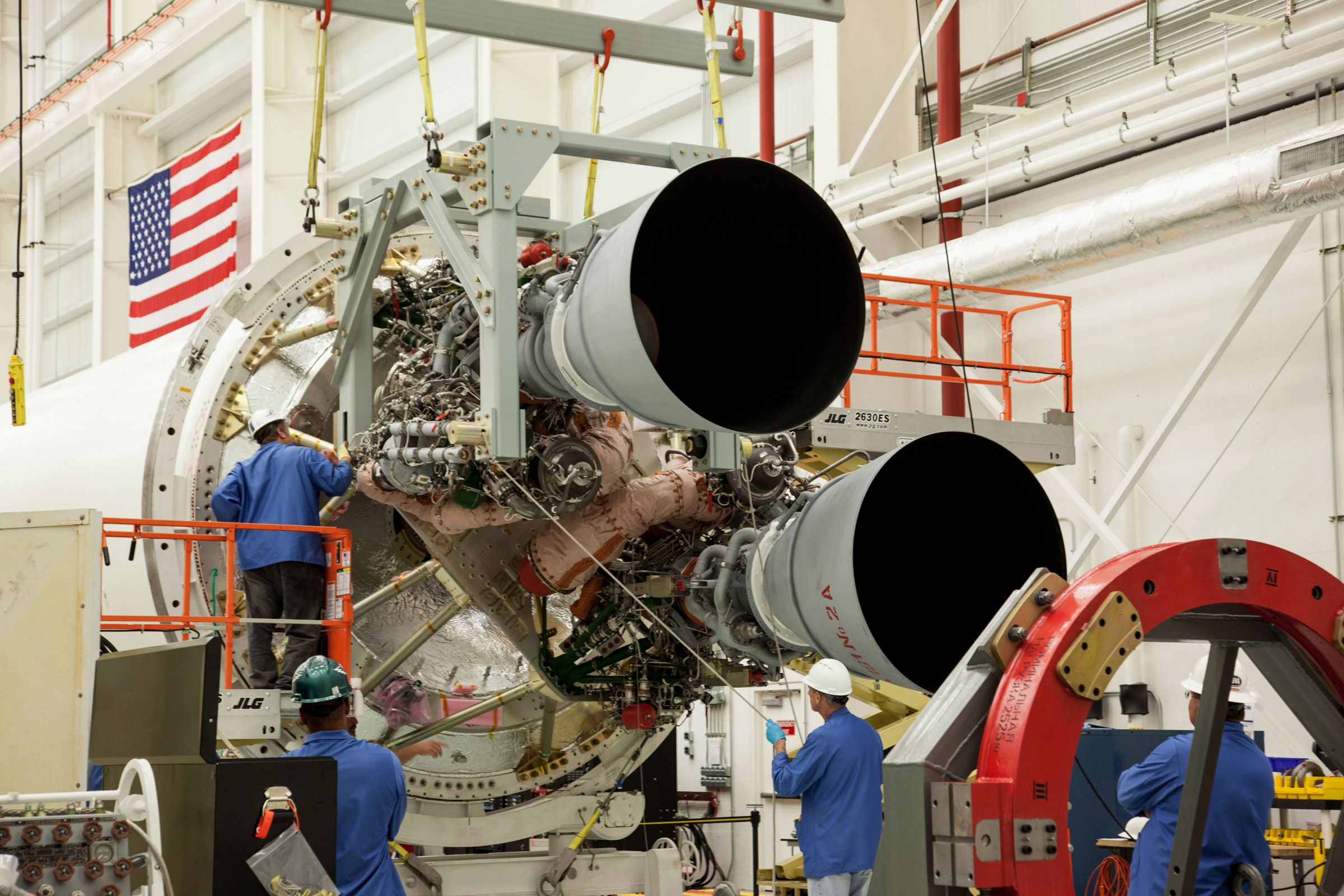
Im Vordergrund die RD-181-Triebwerke einer Antares-Rakete

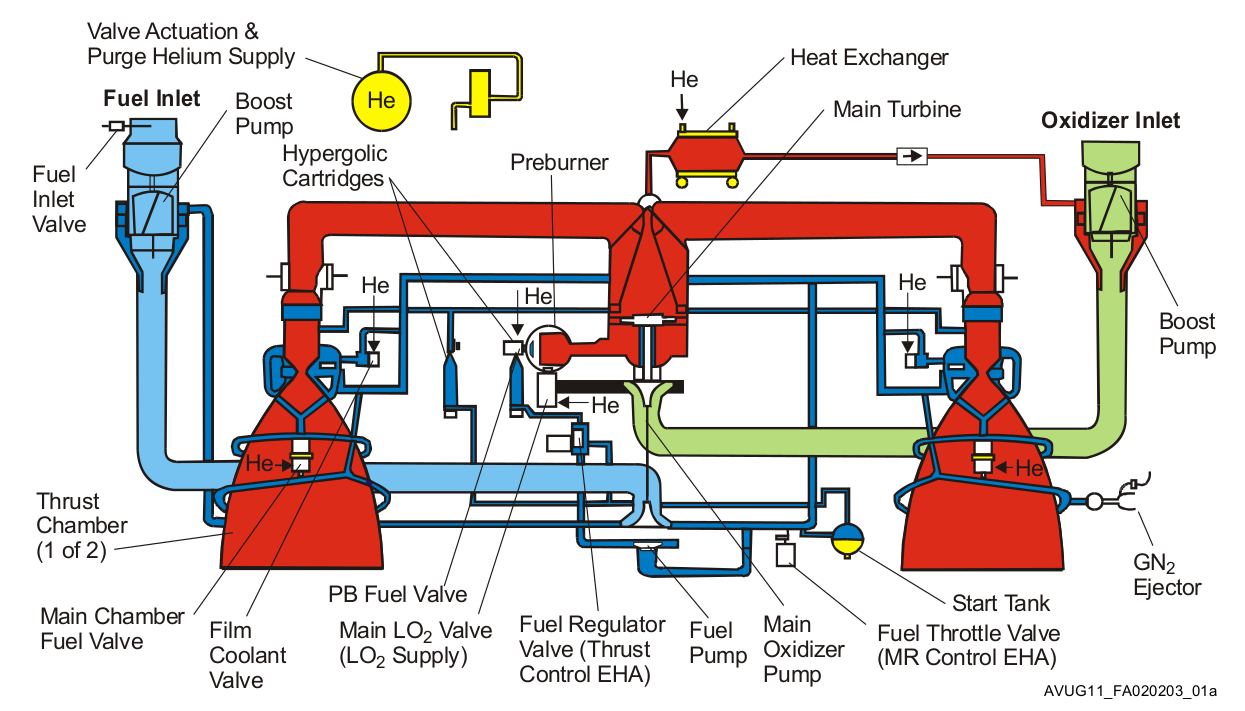
Schematische Darstellung des RD-180

Das RD-170 wurde mit Kerosin und flüssigem Sauerstoff (LOX) betrieben und bestand aus vier Hauptbrennkammern, die sich eine Turbopumpe mit etwa 190 MW Leistung teilten. Die zum Antrieb der Turbopumpe erforderliche Energie wurde durch eine sauerstoffreiche Vorverbrennung in zwei Gasgeneratoren bzw. Vorbrennkammern bereitgestellt. Dazu wurde die gesamte Menge des Oxidators und ein geringer Teil des Brennstoffs zugeführt, welcher mit geringer Temperatur verbrannte und die Turbine antrieb. Das Abgas aus der Vorbrennkammer gelangte dann zu den Hauptbrennkammern, wo der Hauptteil des Brennstoffs zugeführt wurde und verbrannte. Durch diese Ausführung als sogenanntes Hauptstromtriebwerk mit einfacher Vorverbrennung (englisch oxidizer rich staged combustion cycle) ging dem Triebwerk auch bei dem hohen Brennkammerdruck von 25 MPa kein Treibstoff für den Antrieb der Pumpen verloren, was andernfalls zu beträchtlichen Verlusten geführt hätte. Gleichzeitig verbesserte die Vorwärmung des kryogenen Sauerstoffs in der Vorverbrennung den Wirkungsgrad der Verbrennung und verringerte die Gefahr von Instabilitäten bei der Verbrennung, die sonst zu Schwingungen führen könnten. Dennoch hatte das Triebwerk anfangs bei Tests mit Problemen zu kämpfen, da bei 25 MPa Druck und 400 °C Eintrittstemperatur in die Hauptbrennkammer eine sauerstoffreiche Atmosphäre schwierig zu beherrschen ist; die drei SSME-Triebwerke des Space Shuttles arbeiteten mit 22 MPa mit einer brennstoffreichen Vorverbrennung, das RD-253 operiert nur mit 15 MPa. Eine weitere Besonderheit des Triebwerks war, dass der Schub deutlich (je nach Quelle auf 40 % bzw. 56 % des Nominalwerts) gedrosselt werden konnte, um so vor Brennschluss die Beschleunigung und damit die Belastung für die Raketenstruktur zu senken.
Anders als bei der Sojus-Rakete konnte durch das Triebwerk auf zusätzliche Steuertriebwerke verzichtet werden, da beim RD-170 für die Energija die Düsen um eine Achse geschwenkt werden können. Das abgeleitete RD-171 (11D520) für die Zenit verfügt über eine Zweiachsensteuerung (im Einsatz bis 6,3°, in Tests über 8°) der Düsen für diesen Zweck. 
Die vier Booster der Energija mit den RD-170-Triebwerken wurden wiederverwendbar ausgelegt und mit Fallschirmen ausgerüstet. Die Triebwerke sollten bis zu zehn Starts aushalten, wobei Tests zeigten, dass sie auch 20 Starts verkraften.
Manche Quellen beziffern das Triebwerk der Zenit-3SL als RD-173 mit einem auf 7.695 kN/8.338 kN gesteigerten Schub, wobei der Hersteller dieses als RD-171M bezeichnet.
Als RD-180 (nur zwei Brennkammern, 25,7 MPa Brennkammerdruck und 4.159 kN Schub) wird das RD-170 Triebwerk an den US-amerikanischen Trägerraketen Atlas-III und Atlas V eingesetzt, als RD-191 (nur eine Brennkammer, 25,7 MPa Brennkammerdruck, 3.230 kg Masse und 2.079 kN Schub) an der Angara-Rakete. 
Als RD-181 wird ein für die Antares-Rakete modifizierte Version des RD-191 bezeichnet. Im Dezember 2014 wurde der Vertrag zur Lieferung von 60 Triebwerken unterschrieben.
Unter der Bezeichnung RD-193 wurde eine Variante für Sojus 2.1 als Ersatz für die NK-33-Triebwerke entwickelt. Die Entwicklung wurde im August 2011 bekannt gegeben, Mitte 2012 erfolgen die ersten Tests und 2013 wurde bekannt gegeben, dass die Testserie abgeschlossen sei. Das Triebwerk sollte 760 mm kürzer und 300 kg leichter werden als das RD-191.

## Technische Daten
Mit einem Ausgangsdruck von 60,2 MPa für den Sauerstoff und 50,6 MPa für Kerosin ermöglichte die Turbopumpe des RD-170 einen erhöhten Brennkammerdruck von 24,5 MPa für einen spezifischen Impuls von 3.030 Ns/kg und damit einen deutlich höheren Wirkungsgrad im Vergleich zum Rocketdyne F-1 Triebwerk (7,0 MPa bzw. 2.055 Ns/kg mit RP-1 als Brennstoff) der Saturn V und um ca. 15 % gegenüber dem Aerojet Rocketdyne RS-25 Haupttriebwerk des Space Shuttle (20,6 MPa bzw. 3.660 Ns/kg mit LH2 als Brennstoff) mit Erstflug von 1981, weshalb das russische RD-180 in den US-amerikanischen Atlas-Raketen eingesetzt wurde. Obwohl das RD-170 mit vier Brennkammern 13 % mehr Schub lieferte als das F-1 mit nur einer Brennkammer, war es 32 % kürzer bei etwa gleichem Durchmesser.
|                                       | RD-170/RD-171               | RD-180         | RD-191         | RD-193     |
| ------------------------------------- | --------------------------- | -------------- | -------------- | ---------- |
| Mischungsverhältnis LOX/Kerosin       | 2,63                        | 2,72           | ≈2,6           |            |
| Brennkammern                          | 4                           | 2              | 1              | 1          |
| Gesamthöhe                            | 3,78 m                      | 3,00 m         | 4,05 m         | 3,02 m     |
| Durchmesser                           | 4,02 m                      | 3,56 m         | 2,00 m         | 2,10 m     |
| Trockenmasse                          | 9.500 kg (9.750 für RD-171) | 5.393 kg       | 3.230 kg       | 2.900 kg   |
| Masse/Schub-Verhältnis (Boden/Vakuum) | 1,26/1,20 kg/kN             |                |                |            |
| Brennkammerdurchmesser                | 380 mm                      | ? mm           | ? mm           |            |
| Brennkammerdruck                      | 24,5 MPa                    | 25,7 MPa       | 25,7 MPa       |            |
| Düsenhalsdurchmesser                  | 235,5 mm                    | ? mm           | ? mm           |            |
| Düsenenddurchmesser                   | ≈1430 mm                    | ? mm           | ? mm           |            |
| Düsenenddruck                         | 0,072 MPa                   | ? MPa          | ? MPa          |            |
| Expansionsverhältnis                  | 36,87                       | 36,87          | 37             |            |
| Bodenschub/Vakuumschub                | 7.550/7.900 kN              | 3.828/4.152 kN | 1.985/2.079 kN | ?/2.085 kN |
| Spezifischer Impuls (Boden/Vakuum)    | 3030/3315 Ns/kg             |                | 3306 Ns/kg     |            |